# 高良武久
高良 武久（こうら たけひさ、1899年1月18日 - 1996年5月20日）は、日本の医学者、精神科医。専門は、性格学、森田療法。鹿児島県出身。

## 略歴
鹿児島県南九州市旧川辺町出身。旧制鹿児島県立川辺中学校、旧制第七高等学校造士館を経て、1924年、九州帝国大学医学部卒業。同大学精神神経科講師を経て、1929年、東京慈恵会医科大学に転任する。同年より東京根岸病院に勤務し、森田正馬に師事して森田療法を継承する。1937年、森田の後を継いで東京慈恵会医科大学教授となる。1940年、入院森田療法の施設である高良興生院を設立し、森田療法による神経（質）症の治療を行う。1964年、東京慈恵会医科大学名誉教授。1996年、その死後高良興生院は閉鎖された。墓所は多磨霊園。

## 家族
- 父・高良善十郎（1867-1914） - 医師、鹿児島県川辺郡会議員。川辺村生まれ。鹿児島医学校で学んだのち開業、帝国大学医学大学で2年間学び再開業、1901年より郡会議員[2][3]
- 兄・高良淳（1883-1974） - 耐火物技術研究者、黒崎窯業創業者[2]
- 妻・高良とみ - 婦人運動家・参議院議員[2]
- 長女・高良眞木 - 画家[2]
- 二女・高良留美子 - 詩人[2]
- 三女・高良美世子 - 拒食症、不登校を経て18歳で服毒自殺[4]。死去60年後に姉留美子によって遺稿集が刊行された[5]
- 従弟・高良和武、高良道生（医師）[6]

## 著作
- 『性格学』（三省堂, 1931）
- 『神経質並に神経衰弱の性格治療』（三省堂, 1933）
- 『神経質と神経衰弱』（同文館, 1938）
- 『神経衰弱の本態と其治療』（実業之日本社, 1941）
- 『子供の精神衛生』（厚徳書院, 1942）
- 『人間の性格』（青山出版社, 1943）
- 『人の性格』（北光書房, 1948）
- 『神経質症の本態と治療～神経衰弱はこうすれば必ず治る～』（興生院出版部, 1950）
- 『人間の性格～その解剖と改善～』（協立書店, 1951）
- 『対人恐怖の直し方』（森田正馬共著, 白揚社, 1952）
- 『赤面恐怖の治し方』（森田正馬共著, 白揚社, 1953）
- 『神経質者の精神衛生～ノイローゼの本態と予防～』（実業之日本社, 1961）
- 『ノイローゼの徹底療法』（実業之日本社, 1964）
- 『森田療法のすすめ～ノイローゼ克服法～』（講談社, 1969）
- 『生きる知恵～神経質を活かす正しい生活道～』（白揚社, 1972）
- 『森田精神療法の実際～あるがままの人間学～』（白揚社, 1976）
- 『どう生きるか～神経質を活かす秘訣～』（白揚社, 1978）
- 『神経質症と心のからくり～どうすれば“とらわれ"から解放されるか～』（ナツメ社, 1978）
- 『精神医学者の随想』（ナツメ社, 1983）
- 『高良武久著作集 全6巻』（白揚社, 1988）
- 『高良武久詩集』（高良留美子編, 思潮社, 1999）

## 記念論集
- 高良武久名誉教授就任記念論文集 東京慈恵会医科大学精神神経科教室, 1964

## 伝記
- 『高良武久森田療法完成への道～不安な時代に生きる知恵～』（岸見勇美著,元就出版社,2013）